# Фріц Герліх
Фріц Герліх (нім. Fritz Gerlich; 15 лютого 1883, Щецин, — 30 червня 1934, Дахау) — німецький журналіст і історик, один із головних представників журналістського спротиву проти Адольфа Гітлера та націонал-соціалізму.

## Життєпис
Карл Альберт Фріц Міхаель Герліх народився 15 лютого 1883 року у Щецині, в Померанії, в сім'ї торговця рибою і домогосподарки. Восени 1889 року вступив до початкової школи Марієнштіфтунгімназіум. За чотири роки перейшов до середньої школи. У 1901 році отримав атестат зрілості.
У 1902 році вступив до Лейпцизького університету, де вивчав математику і фізику. У наступному році він перейшов до Мюнхенського університету, де вивчав історію і антропологію та став активним членом «Союзу вільного студентства». Завершив освіту у 1907 році, захистивши дисертацію на тему «Заповіт Генріха VI» під керівництвом Карла Теодора фон Гейгеля, отримав докторський ступінь. Як історик пішов на службу до Баварського державного архіву. Працюючи архіваріусом, писав критичні статті про соціалістичні і націонал-консервативні рухи, які були опубліковані в Süddeutsche Monatshefte і Die Wirklichkeit. У 1917 році він вступив до Німецької вітчизняної партії, а в листопаді 1918 року — до «антибільшовицької ліги» (Antibolschewistische Liga).
У 1919 році опублікував книгу Der Kommunismus als Lehre vom Tausendjährigen Reich («Комунізм як теорія тисячолітнього рейху»), в якій класифікував комунізм як форму знищення релігії. Цілий розділ у ній присвячений осуду антисемітизму, який отримав у той час поширення через те, що численні ініціатори та лідери революцій були євреями. У ці роки політичні погляди Фріца Герліха набули ліберального характеру. У 1920 році його кандидатура висувалася від ліволіберальної Німецької демократичної партії на виборах депутатів у ландтаг Баварії і в рейхстаг.
9 жовтня 1920 року у Мюнхені він одружився з Софією Боценхарт, уродженої Штемпфле.
З 1920 по 1928 рік він був головним редактором Münchner Neueste Nachrichten (MNN), попередниці нинішньої Süddeutsche Zeitung. Виступав проти нацизму і націонал-соціалістичної партії, називаючи ідеологію Адольфа Гітлера «убивчою». Ще на початку 1920-х років він був свідком нацистської тиранії в Мюнхені. Колись прихильник націонал-авторитарного руху, після Пивного путчу 1923 року Фріц Герліх рішуче повернув проти Адольфа Гітлера і став одним із найбільш лютих його критиків.
У 1927 році він подружився з Терезою Нейман, містиком, носієм стигматів і візіонером у Коннершреуті в Баварії, яка підтримала його критику на адресу нацизму. Спочатку він прийшов до неї, щоб викрити «шахрайство» її стигматів, але повернувся від неї іншою людиною. 1931 року Фріц Герліх перейшов з кальвінізму до католицтва. Відтоді і до своєї смерті його опір надихався соціальним вченням католицької церкви.
У листопаді 1929 року Фріц Герліх повернувся до роботи в Баварський державний архів. У колі друзів, які зібралися навколо Терези Нейман, з'явилася ідея створення політичної щотижневої газети для того, щоб боротися з лівим і правим політичним екстремізмом у Німеччині. Коштом мецената, князя Еріха Вальдбург-Цайля, Фріц Герліх придбав тижневик Der Illustrierte Sonntag, у 1932 році перейменований ним на Der gerade Weg («Прямий шлях»).
У своїй газеті він виступав проти комунізму, націонал-соціалізму та антисемітизму. Суперечка зі зростаючим нацистським рухом була в центрі уваги Фріца Герліха і його творчості. До кінця 1932 року газета мала понад 40000 передплатників.

Фріц Герліх писав: 
|  | Національний соціалізм веде до ворожнечі з сусідніми країнами, тиранії всередині країни, громадянської війни, світової війни, брехні, ненависті, братовбивства і безмежної похоті |

.
30 січня 1933 року нацисти прийшли до влади в Німеччині, а вже 9 березня того ж року Фріца Герліха заарештовано ними і заточено до концентраційного табіру у Дахау, в Баварії, де 30 червня 1934 року його вбито під час так званої Ночі довгих ножів.

Фріца Герліха зображено в телевізійному фільмі «Гітлер: Сходження диявола (книга)». Його образ втілив актор Меттью Модайн. У фільмі він диктує першу сторінку статті, яка попереджає про небезпеку ідей Гітлера, і закінчує її такими словами: 
|  | … найгірше, що ми можемо зробити, найбільш погане, — це не робити нічого |

. 
Ці слова натхненні цитатою, яку часто помилково приписують Едмунду Берку: «Єдине, що необхідно для тріумфу зла, це бездіяльність хороших людей».

## У кінематографі
- Гітлер : Піднесення зла (2003)